# ハムサ・ナンディニ
ハムサ・ナンディニ（Hamsa Nandini、1984年12月8日 - ）は、インドのテルグ語映画で活動するモデル、ダンサー、女優。

## キャリア
モデルになるため、出身地プネーからムンバイに移住した。2002年からモデル活動を始め、スター・マーズ誌、セレブリティ・クリケット・リーグ、ハイデラバード国際ファッションウィーク（2011年-2013年）や複数のテレビコマーシャルに出演した。当初は本名の「プーナム」名義で映画に出演していたが同名の女優が複数活動していたことから、混同を避けるためヴァムシーの提案で「ハムサ・ナンディニ」に改名した。
2013年に『MIRCHI/ミルチ』『Bhai』『Attarintiki Daredi』『Ramayya Vasthavayya』でアイテム・ナンバーを務め、2014年には『Legend』でアイテム・ナンバーを務めた。2015年公開の『ルドラマデーヴィ 宿命の女王』では王女マダニカ役を演じている。

## フィルモグラフィ
- Okatavudaam（2004年）
- 786 (Khaidi Premakatha)（2005年） - ロシニ
- Mohini 9886788888（2006年） - ロヒニ
- Corporate（2006年）
- Anumanaspadam（2007年） - デーヴィカ
- Gita（2008年） - ハムサ
- Adhineta（2009年） - ハムサ
- Pravarakhyudu（2009年）
- Aha Naa Pellanta!（2011年）
- Naa Ishtam（2012年）
- マッキー（2012年） - カラ
- MIRCHI/ミルチ（英語版）（2013年）
- Bhai（2013年）
- Attarintiki Daredi（2013年）
- Ramayya Vasthavayya（2013年）
- Legend（2014年）
- Loukyam（2014年） - ハムサ・シッピー
- Real Star（2014年）[8]
- ルドラマデーヴィ 宿命の女王（2015年） - マダニカ王女
- Bengal Tiger（2015年）
- Soggade Chinni Nayana（2016年） - ハムサ
- Srirastu Subhamastu（2016年） - ナンディニ
- Kittu Unnadu Jagratha（2017年）
- Jai Lava Kusa（2017年） - V・A・ラジニ
- Pantham（2018年） - ナーヤクのクライアント